# Neobisium caporiaccoi
Neobisium caporiaccoi är en spindeldjursart som beskrevs av Heurtault-Rossi 1966. Neobisium caporiaccoi ingår i släktet Neobisium och familjen helplåtklokrypare. Inga underarter finns listade i Catalogue of Life.